# Robert Darnton
Robert Darnton (New York, 10 maggio 1939) è uno storico statunitense.

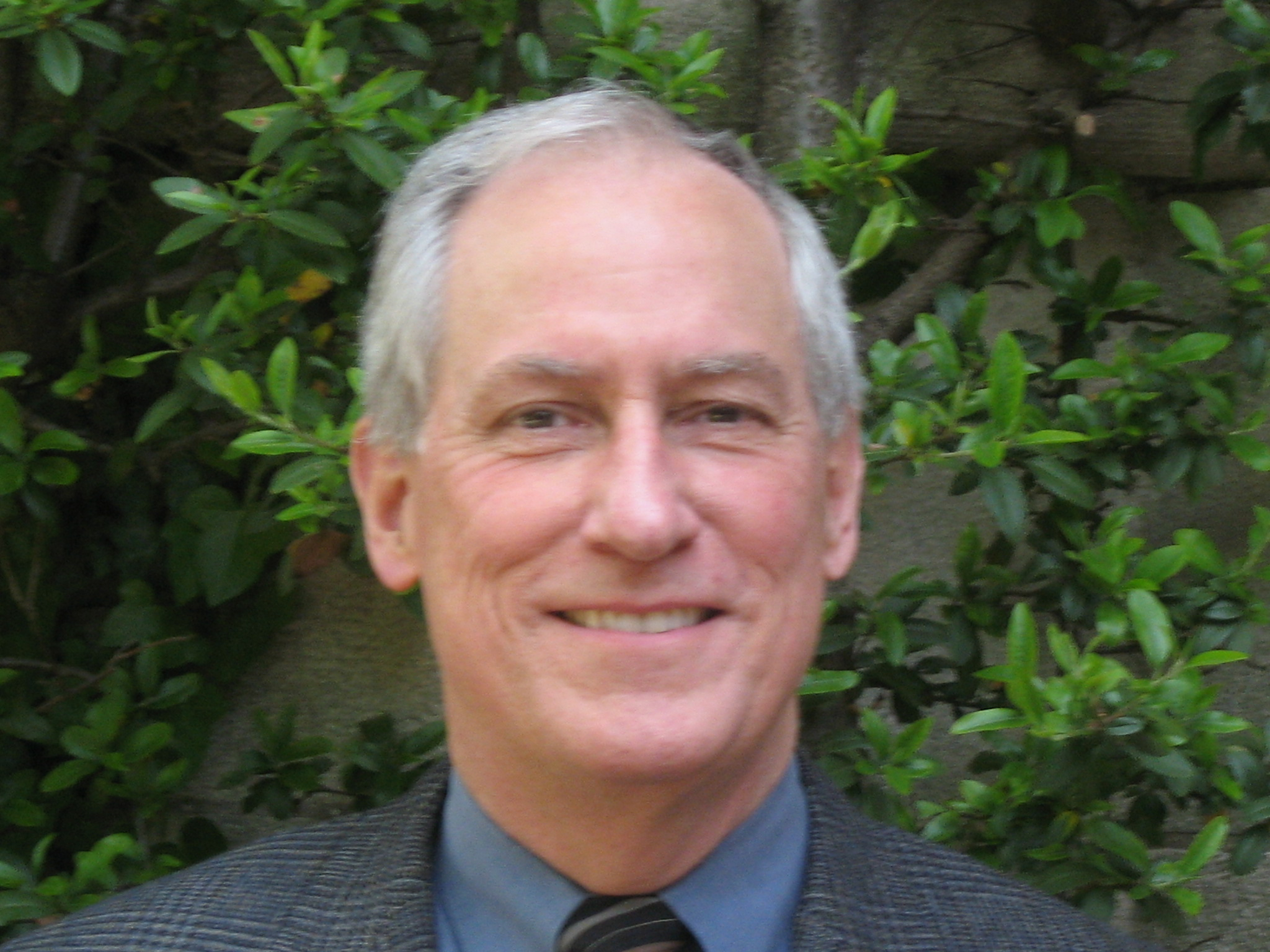
Robert Darnton

È ritenuto uno dei maggiori conoscitori della storia della Francia del XVIII secolo.

## Biografia
Si laurea nel 1960 alla Harvard University, frequenta poi l'università di Oxford (dove studia, tra gli altri, anche con Richard Cobb) grazie a una borsa di studio Rhodes (Rhodes Scholarship) e completa il dottorato in storia nel 1964.
Lavora al New York Times dal 1964 al 1965, occupandosi di cronaca nera (forse è anche per questa esperienza che i suoi libri risultano di più scorrevole lettura rispetto a quelli di altri storici).
Nel 1982 gli viene conferita la MacArthur Fellowship e nel 1999 diventa presidente dell'American Historical Association (Associazione storica Americana).
Arriva alla facoltà di storia dell'università di Princeton nel 1968 ed ha la cattedra di Storia Europea alla fondazione Shelby Cullom Davis.
Il 1º luglio 2007 diventa professore emerito a Princeton; viene nominato Carl H. Pforzheimer University Professor a Harvard e direttore della Biblioteca Universitaria di Harvard.

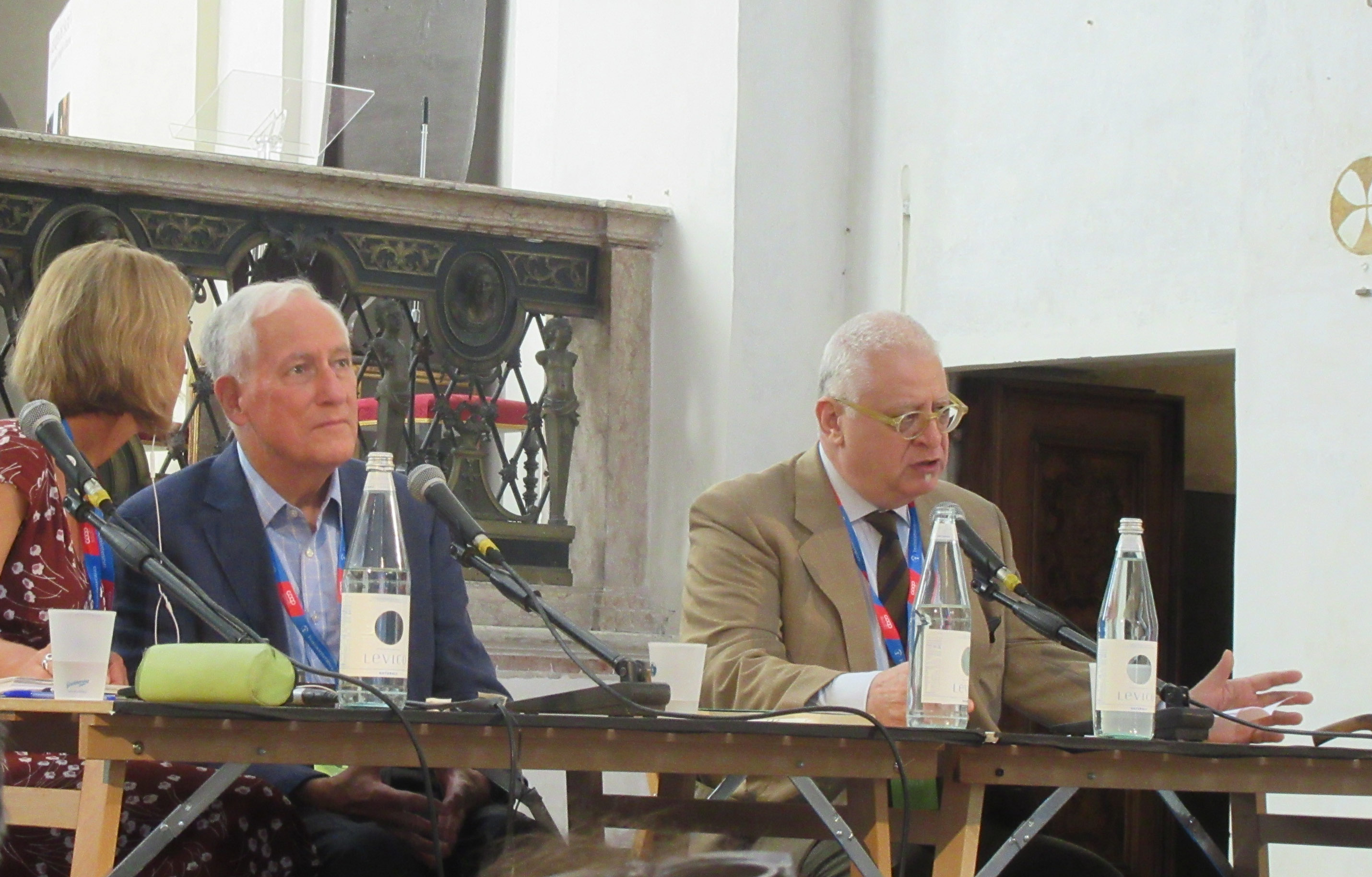
Il prof. Darnton col prof. Hans Tuzzi al Festivaletteratura di Mantova, 8 settembre 2018.

Darnton è un pioniere nell'area sempre più sviluppata della storia del libro. 
Uno dei suoi libri, The Forbidden Best-Sellers of Pre-Revolutionary France (New York, 1996), ha vinto il premio National Book Critics Circle Award per la critica nel 1995.
È il fondatore del http://www.historians.org/prizes/gutenberg/index.cfm, sponsorizzato dalla Andrew W. Mellon Foundation.
Nel 1999 viene proclamato Cavaliere della Legion d'Onore, la più alta onorificenza concessa dalla nazione francese, a riconoscimento per il suo lavoro.
Nel 2004 gli è assegnato il premio Gutenberg dalla International Gutenberg Society.
Nel 2005 riceve un riconoscimento per i suoi studi dalla American Printing History Association (Associazione Americana della Storia dell'Editoria).
Dal 2012 è membro del comitato direttivo della Digital Public Library of America.
Nel 2013 ha vinto il Premio mondiale Cino Del Duca.

## Opere
- Il mesmerismo e il tramonto dei Lumi (Mesmerism and the End of the Enlightenment in France, 1968), traduzione di Roberto Carretta e Renato Viola, Milano, Medusa, 2005.
- Il grande affare dei Lumi. Storia editoriale dell'«Encyclopedie» 1775-1800 (The Business of Enlightenment: A Publishing History of the Encyclopédie, 1775-1800; 1979), traduzione di Antonio Serra, Milano, Sylvestre Bonnard, 1998. - Adelphi, Milano, 2012.
- L'intellettuale clandestino. Il mondo dei libri nella Francia dell'Illuminismo (The Literary Underground od the Old Regime, 1982), traduzione di Giovanna Ferrara degli Uberti, Collana Saggi blu, Milano, Garzanti, 1990, ISBN 978-88-115-9826-8. , I libri proibiti del Settecento, Milano, Luni, 2022
- Il grande massacro dei gatti e altri episodi della storia culturale francese (The Great Cat Massacre and Other Episodes in French Cultural History, 1984), a cura di Renato Pasta, Collana Saggi n.40, Milano, Adelphi, 1988, ISBN 978-88-459-0312-0.
- Il bacio di Lamourette (The Kiss of Lamourette: Reflections in Cultural History, 1989), traduzione di Luca Aldomoreschi, Milano, Adelphi, 1994.
- Diario berlinese : 1989-1990 (Berlin Journal, 1989-1990; 1991), traduzione di Sergio Minucci, Torino, Einaudi, 1992.
- Libri proibiti: Pornografia, satira e utopia all'origine della rivoluzione francese (The Forbidden Best-Sellers of Prerevolutionary France, 1995), Milano, Mondadori, 1997. - Milano, Il Saggiatore, 2019.
- George Washington's False Teeth: An Unconventional Guide to the Eighteenth Century, 2003
  - La dentiera di Washington. Considerazioni critiche a proposito di illuminismo e modernità, Introduzione di Eugenio Lecaldano, trad. di Andrea Branchi, Donzelli, Roma, 1997.
  -  L'età dell'informazione. Una guida non convenzionale al Settecento, traduzione di Franco Salvatorelli, Milano, Adelphi, 2007.
- Il futuro del libro (The Case for Books: Past, Present, and Future, 2009), traduzione di Adriana Bottini, Milano, Adelphi, 2011.
- (EN) The Devil in the Holy Water, or the Art of Slander from Louis XIV to Napoleon, Philadelphia, PA, University of Pennsylvania Press, 2009.
- (EN) Poetry and the Police: Communication Networks in Eighteenth-Century Paris, Cambridge, MA, Belknap Press, 2010.
- I censori all'opera (Censors at Work: How States Shaped Literature, 2014), traduzione di Adriana Bottini, Collana L'oceano delle storie, Milano, Adelphi, 2017, ISBN 978-88-459-3202-1.
- Un tour de France letterario (A Literary Tour de France: The World of Books on the Eve of the French Revolution, 2018), Collana Frecce, Roma, Carocci, 2019, ISBN 978-88-430-9638-1.
- Editori e pirati (Pirating and Publishing: The Book Trade in the Age of Enlightenment, 2021), traduzione di Svevo D'Onofrio, Milano, Adelphi, 2023, ISBN 978-88-459-3780-4.
- The Revolutionary Temper: Paris, 1748-1789, New York, W. W. Norton, 2023, ISBN 978-1-32-403558-9.